# Maria Lindström
Maria Lindström (Stoccolma, 7 marzo 1963) è un'ex tennista svedese.